# Гойя (премия, 2000)
XIV церемония вручения премии «Гойя» состоялась 29 января 2000 года. Ведущая — Антония Сан Хуан.

## Номинации

### Главные премии
| Лучший фильм | Лучший режиссёр |
| --- | --- |
| - Всё о моей матери / Todo sobre mi madre - Одинокие / Solas - Язык бабочек / La lengua de las mariposas - Когда ты будешь рядом / Cuando vuelvas a mi lado | - Педро Альмодовар — Всё о моей матери / Todo sobre mi madre - Хосе Луис Куэрда — Язык бабочек / La lengua de las mariposas - Грасия Керехета — Когда ты будешь рядом / Cuando vuelvas a mi lado - Бенито Самбрано — Одинокие / Solas                                                                                         |
| Лучший актёр | Лучшая актриса |
| - Франсиско Рабаль — Гойя в Бордо / Goya en Burdeos - Фернандо Фернан Гомес — Язык бабочек / La lengua de las mariposas - Жорди Молья — Вторая кожа / Segunda piel - Хосе Мария Поу — Любимый друг / Amic/Amat                                                                                      | - Сесилия Рот — Всё о моей матери / Todo sobre mi madre - Ариадна Хиль — Чёрные слёзы / Lágrimas negras - Кармен Маура — Лиссабон / Lisboa - Мерседес Сампьетро — Когда ты будешь рядом / Cuando vuelvas a mi lado |
| Лучший актёр второго плана | Лучшая актриса второго плана |
| - Хуан Диего — Париж-Тимбукту / París Tombuctú - Алекс Ангуло — Смех мёртвого / Muertos de risa - Хосе Коронадо — Гойя в Бордо / Goya en Burdeos - Марио Гас — Любимый друг / Amic/Amat | - Мария Галиана — Одинокие / Solas - Адриана Осорес — Когда ты будешь рядом / Cuando vuelvas a mi lado - Кандела Пенья — Всё о моей матери / Todo sobre mi madre - Хульета Серрано — Когда ты будешь рядом / Cuando vuelvas a mi lado                                                                                         |
| Лучший оригинальный сценарий | Лучший адаптированный сценарий |
| - Одинокие — Бенито Самбрано / Solas - Всё о моей матери — Педро Альмодовар / Todo sobre mi madre - Когда ты будешь рядом — Мануэль Гутьеррес Арагон, Элиас Керехета и Грасия Керехета / Cuando vuelvas a mi lado - Цветы из другого мира — Исиар Больяин и Хулио Льямасарес / Flores de otro mundo | - Язык бабочек — Рафаэль Аскона, Хосе Луис Куэрда и Мануэль Ривас / La lengua de las mariposas - Любимый друг — Хосеп Мария Бенет-и-Хорнет / Amic/Amat - Манолито Очкарик — Мигель Альбаладехо и Эльвира Линдо / Manolito Gafotas - Полковнику никто не пишет — Пас Алисия Гарсиядиего / El coronel no tiene quien le escriba |
| Лучший мужской актёрский дебют | Лучший женский актёрский дебют |
| - Карлос Альварес-Новоа — Одинокие / Solas - Эдуард Фернандес — Вашингтонские волки / Los lobos de Washington - Мануэль Лосано — Язык бабочек / La lengua de las mariposas - Луис Тосар — Цветы из другого мира / Flores de otro mundo                                                              | - Ана Фернандес — Одинокие / Solas - Сильвия Абаскаль — Жёлтый фонтан / La Fuente amarilla - Мария Ботто — Ревность / Celos - Антония Сан Хуан — Всё о моей матери / Todo sobre mi madre |
| Лучший иностранный фильм на испанском языке | Лучший европейский фильм |
| - Жизнь — это свист / La vida es silbar • Куба/Испания - Мир крановщика / Mundo grúa • Аргентина - Хуан, я забыл и не помню / Del olvido al no me acuerdo • Мексика - Time Out • Колумбия/Испания                                                                                                   | - Жизнь прекрасна / La Vita è bella • Италия - Чёрная кошка, белый кот / Crna mačka, beli mačor • Франция/Германия - Ужин с придурком / Le dîner de cons • Франция - Это начинается сегодня / Ça commence aujourd’hui • Франция                                                                                               |
| Лучший режиссёрский дебют | Лучший мультипликационный фильм |
| - Одинокие — Бенито Самбрано / Solas - Человек с дождем в ботинках — Мария Риполь / The Man with Rain in His Shoes - Никто никого не знает — Матео Хиль / Nadie conoce a nadie - Самая уродливая женщина на свете — Мигель Бардем / La mujer más fea del mundo                                      | - Жених / Goomer |

### Другие номинанты
| Лучшая операторская работа | Лучший монтаж |
| --- | --- |
| - Гойя в Бордо — Витторио Стораро / Goya en Burdeos - Всё о моей матери — Аффонсу Беату / Todo sobre mi madre - Язык бабочек — Хавьер Сальмонес / La lengua de las mariposas - Обнаженная маха — Пако Фемения / Volavérunt | - Всё о моей матери — Хосе Сальседо / Todo sobre mi madre - Одинокие — Фернандо Пардо / Solas - Язык бабочек — Игнасио Кайетано Родригес / La lengua de las mariposas - Гойя в Бордо — Хулия Хуанис / Goya en Burdeos |
| Лучшая работа художника | Лучший продюсер |
| - Гойя в Бордо — Пьер-Луи Тевене / Goya en Burdeos - Язык бабочек — Хосеп Росель / La lengua de las mariposas - Всё о моей матери — Анчон Гомес / Todo sobre mi madre - Обнаженная маха — Луис Вальес / Volavérunt | - Всё о моей матери — Бетти Гарсиа Родригес / Todo sobre mi madre - Гойя в Бордо — Кармен Мартинес / Goya en Burdeos - Язык бабочек — Эмильяно Отеги / La lengua de las mariposas - Одинокие — Эдуардо Сантана / Solas |
| Лучший звук | Лучшие спецэффекты |
| - Всё о моей матери — Хосе Бермудес, Диего Гарридо и Мигель Рехас / Todo sobre mi madre - Одинокие — Карлос Фаруоло, Патрик Гислен и Хорхе Марин / Solas - Язык бабочек — Патрик Гислен, Даниэль Гольдштейн и Рикардо Стейнберг / La lengua de las mariposas - Гойя в Бордо — Карлос Фаруоло, Хайме Фернандес, Альфонсо Пино и Альфонсо Рапосо / Goya en Burdeos | - Никто никого не знает — Рауль Романильос, Мануэль Оррильо и Хосе Нуньес / Nadie conoce a nadie - Город чудес — Реес Абадес, Поли Кантеро и Хосе Мария Арагонес / La ciudad de los prodigios - Гойя в Бордо — Реес Абадес и Фабрисио Стораро / Goya en Burdeos - Самая уродливая женщина на свете — Алехандро Альварес, Хосе Альварес, Давид Марти и Реес Абадес / La mujer más fea del mundo |
| Лучшие костюмы | Лучший грим |
| - Гойя в Бордо — Педро Морено / Goya en Burdeos - Всё о моей матери — Сабина Дайгелер и Хосе Мария де Коссио / Todo sobre mi madre - Язык бабочек — Соня Гранде / La lengua de las mariposas - Обнаженная маха — Франка Скуарчапино / Volavérunt | - Гойя в Бордо — Хосе Кетглас, Сусана Санчес и Бланка Санчес / Goya en Burdeos - Язык бабочек — Ана Лопес Пигкервер и Тереса Рабаль / La lengua de las mariposas - Всё о моей матери — Жан-Жак Пучу / Todo sobre mi madre - Обнаженная маха — Лурдес Брионес, Пайетт, Маноло Карретеро и Энни Марадин / Volavérunt                                                                             |
| Лучший короткометражный фильм | Лучший короткометражный документальный фильм |
| - Семь кофе в неделю / Siete cafés por semana - Тёмная комната / Back Room - Бельё со скидкой / Lencería de ocasión - Потерянный рай / El paraíso perdido - Obsesión | - Лалия / Lalia - Забвение воспоминаний / El olvido de la memoria - Город дыма / Smoke City - Positivo |
| Лучший короткометражный мультипликационный фильм | Лучшая музыка |
| - Подсолнухи / Los girasoles - Могло быть и хуже / Podría ser peor - Уильям Уилсон / William Wilson - Animal | - Всё о моей матери — Альберто Иглесиас / Todo sobre mi madre - Когда ты будешь рядом — Анхель Ильярраменди, Андрес Васкес, Грегорио Лосано и Hugo Westerdahl/ Cuando vuelvas a mi lado - Язык бабочек — Алехандро Аменабар / La lengua de las mariposas - Одинокие — Антонио Меливео / Solas                                                                                                  |

## Премия «Гойя» за заслуги
- Антонио Исаси-Исасменди